# 續緜
續緜（1861年—？），字述周，号紹昌，董鄂氏，滿洲鑲紅旗人，清朝政治人物、同進士出身。

## 生平
光緒十五年己丑科，中举一百六十三名举人，二十年（1894年），参加光緒甲午恩科会试，軧七名，殿試，登進士三甲56名。同年五月，以主事分部学习。

## 家庭
- 高祖四格。
- 曾祖富興。曾祖母愛新覺羅氏。
- 祖父松齡。祖母瓜爾佳氏。
- 父文敬。母費莫氏。
- 胞姊董鄂氏，嫁鑲紅旗滿洲、光緒丙戌科翻譯進士覺爾察氏惠純（父那斯琿布，印務參領）。
- 妻戴佳氏。其父鑲黃旗滿洲廣林（字樹齋），母曹氏（胞兄正红旗汉军、同治甲戌（1874）科進士保昌 (同治進士)，表兄正蓝旗汉军、光緒二年（1876年）丙子恩科进士胡俊章），祖父道光辛卯恩科舉人裕英（字純齋），从堂叔道光庚戌（1850）进士晋康。
- 女董鄂氏，嫁镶蓝旗宗室澤麟。其父奉恩将军增傑，祖父二等侍衛、奉國將軍壽善，祖母伍彌特氏（父正黃旗蒙古、道光壬辰科進士文定公花沙納，祖父黑龍江將軍一等繼勇侯蘇崇阿）；曾祖父理藩院尚書宗室恩華，著有《魏晉南北朝朔閏表》；曾伯父鄭親王端華，曾叔父领侍卫内大臣、總管內務府大臣宗室肅順；高祖鄭慎親王烏爾恭阿，著有《易水還詩稿》。